# -I'll-
-I'll- – drugi singel zespołu Dir En Grey wydany w 1998 r. Teledysk do pierwszego utworu znalazł się później na VHS Mousou Toukakugeki. Piosenka "-I'll-" nie pojawiła się na żadnym albumie studyjnym.

## Lista utworów
Autorem obydwu tekstów jest Kyo. Muzykę do pierwszej piosenki skomponował zespół Dir en grey, zaś do drugiej – Shinya.
1. -I'll- (4:31)
2. Toriko (虜) (4:29)